# Ифет
Ифет (на турски: Iffet) e турски драматичен сериал, излязъл на телевизионния екран през 2011 г.

## Излъчване
| Сезон | Начало на сезона  | Край на сезона    | Епизоди | Всички епизоди | ТВ сезон    | ТВ канал |
| ----- | ----------------- | ----------------- | ------- | -------------- | ----------- | -------- |
| 1     | 17 септември 2011 | 16 юни 2012       | 35      | 1 – 35         | 2011 – 2012 | Star TV  |
| 2     | 27 август 2012    | 24 септември 2012 | 5       | 36 – 40        | 2012        | Star TV  |

## Сюжет
Ифет е обикновено момиче. Дъщеря е на месаря Ахмет и има по-малка сестра на име Нимет. Тя има връзка с таксиджията Джемил от една година. Най-добрата приятелка на Ифет също го харесва. Ифет започва работа при богаташа Али-Ихсан, където работи и нейната леля. На сватбата на една от приятелките ѝ Джемил изнасилва Ифет. Ифет научава че е бременна и прощава на Джемил. После се разделят, защото Джемил няма пари и се жени за най-добрата приятелка на Ифет – Бетюл. Бащата на Ифет разбира че дъщеря му е бременна и започва да я бие с камшик. Али-Ихсан я спасява, но тя изгубва бебето. Али-Ихсан я спасява от депресията и се жени за нея.

## Актьорски състав
- Дениз Чакър – Ифет Кълъч
- Ибрахим Челиккол – Джемил Йоздемир
- Махир Гюнширай – Али Ихсан Емироглу
- Мехмет Чевик – Ахмет Кълъч
- Мелике Гюнер – Бетюл Йозгюч
- Селим Ердоган – Ерхан Емироглу
- Бурчин Оралоглу – Ариф
- Зухал Олджай – Дилек
- Ерджан Язган – Осман
- Айше Тунабойлу – Самие
- Серкан Генч – Фейаз
- Гюлден Гюней – Серпил
- Селен Учер – Гюлин
- Левент Юнсал – Емре
- Бирсен Дюрюлю – Асуман Йозгюч
- Дженгиз Байкал – Салих Йозгюч
- Исрафил Кьосе – Ерсин
- Еджем Йозкая – Нил Емироглу
- Рафи Емексиз – Нуретин Манав
- Айшен Барутчу – Мюневер
- Нилбану Енгиндениз – Кериме
- Каан Йозтоп – Балабан
- Али Пънар – Роберто
- Есра Ишгюзар – Нимет Кълъч
- Ипек Елбан – Емине
- Ерен Йозялчън – Али
- Озан Чобаноолу – Нихат
- Олджай Юсуфоглу – Аслъ
- Бинназ Авджъ – Семиха
- Джерен Гюртекин – Чичек
- Беркехан Тютер – Мехмет
- Бюлент Алкъш – Халил

## В България
В България сериалът започва на 1 юли 2014 г. по Диема Фемили и завършва на 14 ноември. На 2 октомври 2015 г. започва повторно излъчване по Нова телевизия и завършва на 23 февруари 2016 г. Ролите се озвучават от Христина Ибришимова, Петя Миладинова, Елисавета Господинова, Васил Бинев, Силви Стоицов и Светозар Кокаланов.